# Episodi di FBI: International (terza stagione)
La terza stagione della serie televisiva FBI: International, composta da 13 episodi, è andata in onda in prima visione negli Stati Uniti d'America sul canale CBS a partire dal 13 febbraio 2024 al 21 maggio 2024.
In Italia la prima parte della stagione (episodi n° 1-7) è stata trasmessa in prima visione assoluta su Rai 2 dal 13 aprile 2024 al 25 maggio 2024. La seconda parte (episodi n° 8-13) è stata trasmessa dal 14 settembre 2024 al 19 ottobre 2024.
| nº | Titolo originale      | Titolo italiano          | Prima TV USA     | Prima TV Italia   |
| -- | --------------------- | ------------------------ | ---------------- | ----------------- |
| 1  | June                  | June                     | 13 febbraio 2024 | 13 aprile 2024    |
| 2  | The Last Stop         | L'ultima fermata         | 20 febbraio 2024 | 20 aprile 2024    |
| 3  | Magpie                | Gazza ladra              | 27 febbraio 2024 | 27 aprile 2024    |
| 4  | Cowboy Behavior       | La casa dei giochi       | 12 marzo 2024    | 4 maggio 2024     |
| 5  | Death by Inches       | Un passo dalla fine      | 19 marzo 2024    | 11 maggio 2024    |
| 6  | Fire Starter          | Fire Starter             | 26 marzo 2024    | 18 maggio 2024    |
| 7  | Andiamo!              | Andiamo!                 | 2 aprile 2024    | 25 maggio 2024    |
| 8  | Remove the Compromise | Rimuovere il compromesso | 9 aprile 2024    | 14 settembre 2024 |
| 9  | Rules of Blackjack    | La regola del Blackjack  | 16 aprile 2024   | 21 settembre 2024 |
| 10 | Red Light             | Luci rosse               | 23 aprile 2024   | 28 settembre 2024 |
| 11 | Touts                 | L'informatore            | 7 maggio 2024    | 5 ottobre 2024    |
| 12 | Gift                  | L'armata dell'oscurità   | 14 maggio 2024   | 12 ottobre 2024   |
| 13 | Tuxhorn               | Nome in codice: Tuxhorn  | 21 maggio 2024   | 19 ottobre 2024   |

## June
- Titolo originale: June
- Diretto da: Michael Katleman
- Scritto da: Matt Olmstead

### Trama
A seguito della devastante esplosione che ha raso al suolo il Quartier Generale del Fly Team, perpetrata da un sicario altamente addestrato mandato da Yusuf Sydin e che ha lasciato fumo e macerie, i suoi membri cercano di elaborare l'accaduto e di rimettere insieme i pezzi. La sicurezza della loro base operativa è stata compromessa, e Forrester si rende conto che Sydin rappresenta una minaccia maggiore di quanto inizialmente immaginato; diventa perciò fondamentale catturare l'attentatore e ottenere da lui informazioni vitali che possano portarli al criminale. Inoltre Olivia Thornton, che era in custodia e stava per rilasciare una dichiarazione contro Sydin, fa perdere le tracce approfittando del caos. Ad aiutare la squadra arriva l'analista di intelligence Amanda Tate, che lavora presso il "legat" dell'FBI a Budapest e si rivela brillante, organizzata ed efficiente. Per rintracciare Olivia, gli agenti interrogano il marito e il figlio, ma più tardi li rilasciano per mancanza di progressi; successivamente, grazie a un localizzatore nascosto da Vo nello zaino del bambino, li seguono intuendo che Olivia intende riunirsi con la famiglia, ma un altro sicario la uccide davanti ai loro occhi. Dopo un inseguimento, l'uomo viene arrestato e collabora confessando che il criminale è davvero implicato nel traffico d'armi.
Nel frattempo, Raines viene ricoverato in ospedale per essere rimasto incastrato sotto una trave crollata, nel tentativo di raggiungere l'uscita del Quartier Generale; le sue condizioni appaiono critiche poiché l'arteria femorale di una gamba è stata recisa e lui continua a perdere sangue nonostante le trasfusioni. Tutta la squadra è preoccupata, soprattutto Vo e Kellett, la quale si offre di restare in ospedale per essere aggiornata. Si manifesta il rischio di amputazione della gamba; da New York, Jubal manda allora la migliore chirurgo vascolare della Johns Hopkins University per assistere l'équipe ungherese e l'intervento fortunatamente ha successo senza che l'amputazione si renda necessaria. Anzi, Raines afferma di voler tornare subito al lavoro dopo la fisioterapia, e Powell lo ringrazia per averlo salvato. Sopraffatta dagli eventi, Kellett annuncia la decisione di lasciare il Fly Team per tornare negli Stati Uniti e trasferirsi nella sede di Washington. I colleghi sono colti alla sprovvista, Forrester le chiede di pensarci per un altro paio di giorni, ma lei ha già deciso: gli spiega che, dopo il suicidio della sorella June, al suo funerale lei le promise che avrebbe vissuto la vita per entrambe, e finora c'è riuscita: ha servito il Paese, ha viaggiato e si è innamorata di Scott, ma riconosce che è anche scappata dal dolore; quindi ha deciso di smettere e di affrontarlo, anche riavvicinandosi alla madre. Nell'ultima scena dell'episodio, Forrester la accompagna alla stazione ferroviaria: lei racconta di aver accettato di unirsi al Fly Team perché sapeva che avrebbe visitato l'Europa, e di aver sempre pensato che, se mai avesse dovuto salutare qualcuno a cui tiene, lo avrebbe fatto in una stazione; poi si abbracciano e lei gli sussurra di provare a essere meno severo con sé stesso, dicendo che non deve sempre farsi carico di tutto. Lei sale a bordo del treno, lui lo guarda allontanarsi e lei sorride pensando alla sorella.
- Nota. Questo episodio segna l'ultima apparizione nella serie dell'attrice Heida Reed, interprete dell'Agente Speciale Jamie Kellett; la sua uscita di scena è stata motivata con "divergenze creative". Al suo posto, il personaggio di Cameron Vo acquisirà un ruolo più importante all'interno della squadra, e vi è inoltre l'ingresso dell'analista di intelligence Amanda Tate.
- Guest star: Jeremy Sisto (Vicecapo agente speciale Jubal Valentine), Christina Wolfe (Agente Speciale Amanda Tate), Greg Hovanessian (Agente Speciale Damian Powell), Maurice Irvin (Generale Paul Finley), Chido Nwokocha (Tim Connelly), Ozgur Karadeniz (Yusuf Sydin), David Elliott (Krisztofer Havel), Kristen Connolly (Olivia Thornton), Thomas Parobek (David Havel), Adam Burton (dottor Lakatos), Johanne Murdock (dottoressa Elena Harper), Akos Szalai (Demir Ahmad).
- Ascolti USA: 5 970 000 telespettatori[1]
- Ascolti Italia: 730 000 telespettatori – share 4,30%[2]

## L'ultima fermata
- Titolo originale: The Last Stop
- Diretto da: Nina Lopez-Corrado
- Scritto da: Edgar Castillo

### Trama
La figlia dell'ex Agente dell'FBI Bill Cormack, rapito e ritenuto ucciso, insieme a quattro appaltatori americani, dalle forze ostili in Libia nove anni prima, riceve una telefonata nella quale riconosce la voce del padre; Forrester e Powell si recano perciò a Tripoli assumendo false identità e facendosi volontariamente arrestare e rinchiudere nel famigerato carcere di massima sicurezza di Qamar allo scopo di far evadere Cormack e riportarlo a casa. La missione è estremamente delicata e richiede la massima discrezione per evitare l'attenzione sia delle autorità locali sia dei militari. Il piano è di guadagnarsi la fiducia dei detenuti e soprattutto di una guardia per avvicinarsi a Cormack senza destare sospetti. Tuttavia, Forrester e Powell si rendono conto che egli è stato gravemente torturato durante la prigionia ed è in condizioni fisiche precarie, sono comunque determinati a completare la missione che prevede che il giorno successivo salgano a bordo di un trasporto sanitario che li porterà al punto di atterraggio dell'elicottero. Successivamente, il direttore del carcere, sospettoso, fa prelevare Powell per collocarlo in isolamento e la guardia li tradisce; i tre sono dunque costretti a improvvisare l'evasione, rivolgendosi anche a uno dei detenuti, Hassan Abdallah, un ufficiale libico condannato ingiustamente a scontare trentacinque anni, che inizialmente riluttante, accetta di aiutarli dopo che Forrester gli assicura la protezione del Governo americano per sé e per la propria famiglia: riescono a uscire dalla prigione e a rientrare a Budapest, dove Cormack e la figlia si riabbracciano piangendo. Si apprende inoltre che anche due degli altri quattro rapiti sono stati trovati vivi, mentre gli altri due sono morti nel corso degli interrogatori a cui erano stati sottoposti; Abdallah e la famiglia vengono trasferiti in Svezia.
Nel frattempo, Raines si è ripreso gradualmente dall'intervento chirurgico subìto per salvargli la gamba e, autorizzato al lavoro d'ufficio, viene riaccolto con gioia da Vo nel nuovo Quartier Generale ricostruito dopo la distruzione del precedente. Vi sono stati applicati dei miglioramenti: ora è più sicuro, più spazioso e più moderno e tecnologico. Vo, promossa a seconda in comando del Fly Team e a "Primo Sostituto del Capo", dirige le operazioni, coordinando le comunicazioni e pianificando l'evasione.
- Guest star: Jeremy Sisto (Vicecapo agente speciale Jubal Valentine), Jeffrey Pierce (ex Agente dell'FBI Bill Cormack), Greg Hovanessian (Agente Speciale Damian Powell), Chido Nwokocha (Tim Connelly), Bassel Alzaro (Hassan Abdallah), Nabil Elouahabi (Khaled Abood), Erika Henningsen (Beatrice Cormack), Sarah Junillon (Claire Armbruster), Stefan Trout (Ernesto Saunders), Eric James Gravolin (Kyle Cartwright), Kamran Kam Shaikh (Abdel Bashir), Sacha Beaubier (Marwan), Rebecka Johnston (Ilona), Jacob Channell (Caporale Jacob Atkinson), Joice Batista Perin (Joanne McDuffie), Luis Omar Calva (Miguel Torres).
- Ascolti USA: 5 440 000 telespettatori[3]
- Ascolti Italia: 796 000 telespettatori – share 4,50%[4]

## Gazza ladra
- Titolo originale: Magpie
- Diretto da: Alex Zakrzewski
- Scritto da: Hussain Pirani

### Trama
Quando la sfarzosa festa del sedicesimo compleanno di una ragazza americana, Emily Lambert, viene interrotta dal drammatico rinvenimento del cadavere di sua madre Diane, uccisa da due colpi di pistola, nel parco della lussuosa tenuta di famiglia a Monaco, il Fly Team si dirige nel piccolo Principato sulla riviera francese per assistere la Polizia monegasca (la famiglia reale era amica dei Lambert, dunque si desidera che il caso sia risolto in fretta). La vittima era una delle cento persone più ricche del mondo secondo la rivista Forbes nonché un'ex reginetta di bellezza diventata modella, originaria di Omaha, in Nebraska; ha conosciuto il futuro marito a una sfilata di Parigi, si sono sposati, trasferiti in Costa Azzurra e hanno avuto una figlia. Egli controllava quasi la metà degli immobili di Monaco, cosa che lo aveva reso miliardario, e alla sua morte qualche anno prima ha lasciato alla moglie la piena gestione del patrimonio. Considerato il grado di ricchezza e di prestigio della famiglia, il Fly Team presume che vi sarà una lunga lista di sospettati: la pista di un assassino professionista viene esclusa dato che uno dei proiettili sparati è andato a vuoto; Vo parla con la figlia Emily, la quale si incolpa della tragedia in quanto aveva insistito che non ci fossero guardie del corpo nel corso della festa e perché l'ultima conversazione avuta con la madre è stata una lite. I sospetti ricadono sull'autista personale di Diane, mandato via da poco dopo ben dieci anni di servizio, che ora lavora in uno dei casinò più noti della città: l'uomo rivela che il motivo del licenziamento è che Diane aveva scoperto che, un mese prima, lui aveva accompagnato Emily di nascosto a Nizza a incontrare il suo ragazzo, Theo Lavigne, che alla madre non piaceva, e si era quindi sentita delusa e tradita; è stata proprio la ragazza a procurargli il nuovo impiego (i Lambert sono comproprietari del casinò). Egli tuttavia ha un alibi. Intanto, i due videomaker americani assunti per filmare i festeggiamenti tentano di darsi alla fuga raggiungendo il porto; bloccati dagli agenti, ammettono che i Lambert hanno sequestrato le riprese. La squadra si concentra allora sulle dinamiche familiari interne, in particolare sul cognato di Diane, scoprendo che a seguito della morte del fratello, egli ha perso miliardi dato che il patrimonio era passato a lei, e che ha sfruttato la società di famiglia per riciclare denaro per la mafia corsa, violando così il testamento: sarebbe un ottimo movente, lui confessa le proprie azioni (in precedenza aveva invece spiegato agli agenti di non essere interessato al patrimonio, preferendo dedicarsi alla sua fondazione di beneficenza) ma assicura che stava soltanto proteggendo la propria parte di beni. I filmati lo inquadrano mentre assiste allo spettacolo di fuochi artificiali nell'orario dell'omicidio, perciò non è stato lui. Un'analisi più approfondita delle registrazioni dei satelliti conferma che Diane conosceva l'assassino e che appartiene al suo passato negli Stati Uniti: è Powell a intuire infatti che il nome "Florence" si riferisce a un quartiere all'estremità nord di Omaha (Nebraska). La migliore amica di Diane li mette sulla strada giusta: al secondo anno di liceo, quest'ultima usciva con un ragazzo, Connor Boyd, che le aveva affibbiato il nomignolo di "Gazza Ladra"; era stato lui a iscriverla al primo concorso di bellezza da cui lei ha avviato la carriera di modella, lo aveva vinto e lui si era intascato i soldi del premio. Un giorno, le aveva scattato delle foto "osé" e aveva iniziato ad approfittarsi di lei ricattandola: ogni volta che gli serviva del denaro, lui compariva pretendendolo e minacciandola altrimenti di diffondere gli scatti. Finora non sono mai stati resi pubblici perché Diane aveva sempre prelevato dal proprio conto per dargli una somma; un mese prima, lei aveva ricevuto l'ultima parte dell'eredità del marito, perciò Boyd è tornato per riscuotere e l'ha uccisa. L'uomo si barrica in un negozio di dolci tenendo Emily in ostaggio e chiede un elicottero per la fuga. Vo entra con l'obiettivo di negoziare e, grazie a una distrazione (il video di Diane che recita il discorso che avrebbe dovuto tenere al compleanno della figlia), Boyd viene arrestato. Emily si riunisce a Theo, e il Tenente Dupont informa il Fly Team che la parte di eredità destinata alla ragazza sarà posta in un fondo fiduciario finché ella non raggiungerà la maggiore età (ovvero ancora per due anni).
Nel frattempo, Powell prende le distanze da Vo affermando di aver capito che tra lei e Raines vi sia un legame profondo, che va al di là del piano professionale, e sebbene Cameron ripeta che sono solo amici, la loro relazione finisce. Forrester lavora al caso dal nuovo Quartier Generale di Budapest, insieme agli analisti. Emerge inoltre che Amanda ha una figlia, Lily.
- Guest star: Greg Hovanessian (Agente Speciale Damian Powell), Joshua Bitton (Connor Boyd), Joe Apollonio (Jake Hill), Peyton Woolf (Emily Lambert), Hedydd Dylan (Tenente Dupont), David Bark - Jones (Armand Lambert), Jenna Boyd (Melissa), Sebastian Orozco (Spencer Clark), Lucas Leach (Theo Lavigne), Sarah Junillon (analista Claire Armbruster), Stefan Trout (analista Ernesto Saunders), Eric James Gravolin (analista Kyle Cartwright), Ramona Von Pusch (Diane Lambert), Waleed Elgadi (Saleem), Kornel Doman (Henri), Paul Etadaferua (agente Blanc).
- Ascolti USA: 5 180 000 telespettatori[5]
- Ascolti Italia: 720 000 telespettatori – share 4,12%[6]

## La casa dei giochi
- Titolo originale: Cowboy Behavior
- Diretto da: Michael Katleman
- Scritto da: Roxanne Paredes

### Trama
Mark Shaw, social media influencer e misogino impenitente con parecchi mandati d'arresto pendenti a New York per aggressione sessuale, adescamento, tentato rapimento, cospirazione al traffico sessuale di minori, fuga illegale per evitare di essere perseguito, viene intercettato a Sofia, in Bulgaria dove, dietro alla "facciata" di influencer che insegna agli uomini come diventare dei playboy, ha ripreso a sfruttare ragazze minorenni. E' fuggito dalla custodia federale due anni prima, non presentandosi all'udienza per la cauzione, per poi imbarcarsi su un volo per Cuba e finire in Europa; ha creato una piattaforma di contenuti per adulti generati dagli utenti, in cui gli iscritti pagano per vedere: uno degli account è stato ricondotto a una diciassettenne americana, Ines Rodrigo, originaria di Albuquerque, scomparsa sei mesi prima mentre partecipava a un laboratorio di teatro a Londra. Una volta giunti a Sofia, Vo e Smitty si recano all'avamposto dell'Europol istituito poco dopo lo scoppio della guerra in Ucraina e il contatto di Smitty le informa che molte delle altre ragazze sfruttate sono rifugiate in fuga proprio da quel Paese (classificate come "vittime di guerra"). L'indagine del Fly Team viene bloccata dalla Polizia bulgara per un presunto errore nella documentazione, e il direttore dichiara che Shaw non potrà essere arrestato per 48 ore; successivamente, quest'ultimo chiede l'immunità da tutte le accuse in cambio di informazioni sulla "casa dei giochi", che emerge essere un luogo sia di punizione sia di "formazione" per preparare le giovani ai bordelli serbi. Il Procuratore Generale degli Stati Uniti si oppone, quindi Vo (che è al comando dato che Forrester resta a Budapest) gli propone una pena ridotta, ma il criminale rifiuta; allora Powell entra in sala interrogatori e lo aggredisce violentemente, venendo aspramente rimproverato da Vo perché ha superato i limiti delle procedure e ha messo a repentaglio l'intera indagine, mentre il direttore bulgaro minaccia azioni disciplinari. Il sospetto che il direttore sia corrotto sembra confermato dalle ricerche degli analisti, ma la squadra è più sorpresa di apprendere che la persona corrotta è in realtà l'agente di collegamento con la Polizia. Interrogata, la donna ammette di non sapere la posizione esatta della "casa dei giochi" ma di poter fornire il nome di chi la gestisce: l'uomo, con precedenti multipli, viene rintracciato in un edificio abbandonato a circa venti chilometri dalla città: lui viene arrestato e le ragazze, compresa Ines, salvate.
Powell è ancora più determinato ad assicurare Shaw alla giustizia perché il caso che gli riaffiora alla mente risale a nove anni prima quando era sotto copertura in Bolivia (è lì che ha conosciuto Forrester) per affrontare un criminale che, come Shaw, sfruttava donne in modo brutale; per smantellare il traffico, la task force aveva dovuto offrirgli la Protezione Testimoni e non erano nemmeno stati in grado di salvare tutte le vittime. Alla fine dell'episodio, a Budapest, Forrester comunica a Damian che Smitty è riuscita a stringere un accordo con il direttore bulgaro che lo scagiona da ogni irregolarità; gli ricorda che tutto ciò che possono fare nel loro lavoro è seguire gli ordini e attenersi alla missione, aggiungendo che non è mai solo.
- Guest star: Greg Hovanessian (Agente Speciale Damian Powell), Andrew Call (Mark Shaw), Eloisa Huggins (Laura), Ingvild Lakou (Sigrid Hansen), Jamie Harris (direttore Anton Markov), Svandis Dora Einarsdottir (Ana Dobrev), Jeremy Sisto (Vice Agente Speciale al comando dell'ufficio di New York Jubal Valentine), Sarah Junillon (Claire Armbruster), Stefan Trout (Ernesto Saunders), Eric James Gravolin (Kyle Cartwright), Yanexi Enriquez (Ines Rodrigo), Zoltan Farkas (Aleks), Luckas Urtubey (Viktor Atanas), Gergely Kali (Milos Horvat), Kamilla Szasz (Oksana).
- Ascolti USA: 5 400 000 telespettatori[7]
- Ascolti Italia: 743 000 telespettatori – share 4,40%[8]

## Un passo dalla fine
- Titolo originale: Death by Inches
- Diretto da: Jonathan Brown
- Scritto da: Wade McIntyre

### Trama
L'ex Segretario all'Energia ed ex membro del Gabinetto americano James Gaddis, caduto in disgrazia a causa di uno scandalo di corruzione, viene arrestato a Vienna dalla Polizia austriaca, insieme alla sua assistente e con una borsa contenente otto chilogrammi in lingotti d'oro. L'Europol ha ricevuto una soffiata anonima secondo cui Gaddis stia tentando di vendere un laptop contenente un file digitale top-secret, presumibilmente un documento del Dipartimento della Difesa che avverte delle vulnerabilità nel software delle centrali nucleari d'Europa. Per capire meglio che cosa effettivamente sia stato venduto e a chi, e dato che si profila il rischio di una minaccia nucleare, il Fly Team assiste l'Ambasciata americana (all'interno della quale l'ex Segretario è stato trasferito) e presto apprende che i lingotti erano il compenso da lui ottenuto in cambio della consegna di documenti nucleari riservati all'Intelligence iraniana. Forrester va sotto copertura fingendosi un esperto informatico per aiutare Gaddis e l'agente iraniano a svelare le parti oscurate nei fogli, ma il resto della squadra si preoccupa nel momento in cui il suo GPS viene disabilitato e lui e Gaddis vengono portati in un magazzino; Vo e Raines sono fortunatamente in grado di individuare il luogo grazie ai video a circuito chiuso e li salvano, anche se Gaddis li tradisce all'ultimo minuto. L'operazione è ostacolata da un disertore iraniano che stava anch'egli seguendo l'agente (e che ha voltato le spalle al regime), e Smitty trova poi un modo affinché possa collaborare con loro, in cambio di un passaggio sicuro e della rassicurazione che nessuno saprà della sua esistenza. La minaccia nucleare viene comunque sventata e Gaddis verrà scortato negli Stati Uniti dagli U.S. Marshal.
Nel frattempo, Forrester costringe Powell a rimanere dietro la scrivania, al Quartier Generale di Budapest, come punizione per le sue azioni impulsive e scorrette in Bulgaria, e lui ne è infastidito in quanto convinto che il proprio posto sia sul campo. Alla fine, non potendo ignorare ciò che ha fatto e riflettendo su come una persona onesta possa giungere a commettere degli illeciti, Forrester gli comunica che non sarà licenziato bensì trasferito a un incarico a lungo termine sotto copertura in Germania, in cui Powell avrà l'opportunità di essere continuamente al centro dell'azione. La scena finale dell'episodio mostra la squadra bere un drink sulla terrazza di un bar: Powell prende la parola e ringrazia i colleghi (compresa Vo) per averlo giudicato responsabile e per averlo spinto a essere un agente migliore, e Raines per averlo salvato dal crollo, dovuto all'esplosione, del vecchio Quartier Generale; riconosce che loro gli hanno fatto capire che, ovunque egli si trovi o chiunque decida di essere, non si perderà mai, e tutti brindano con sullo sfondo le luci del maestoso Palazzo del Parlamento ungherese (simbolo della città).
- Nota. Questo episodio segna l'ultima apparizione nella serie dell'attore Greg Hovanessian, interprete dell'agente speciale Damian Powell.
- Guest star: Greg Hovanessian (agente speciale Damian Powell), Damian Young (James Gaddis), Emily Alabi (Natalie Rivers), Mehmet Kurtulus (Mehdi Esfandiari), Hadi Khanjanpour (Alireza Soltani), Sarah Junillon (Claire Armbruster), Stefan Trout (Ernesto Saunders), Eric James Gravolin (Kyle Cartwright), Caroline Boulton (Johanna).
- Ascolti USA: 5 340 000 telespettatori[9]
- Ascolti Italia: 594 000 telespettatori – share 3,50%[10]

## Fire Starter
- Titolo originale: Fire Starter
- Diretto da: Kevin Dowling
- Scritto da: Rachael Joyce

### Trama
La ventitreenne Alison Baker, americana del Colorado che si è presa un anno sabbatico per girare l'Europa e insegnare inglese in Polonia con un visto studentesco, denuncia alla Polizia ceca di aver subìto uno stupro in un ostello della gioventù di Praga dopo una serata in un locale della Città Vecchia, sostenendo che il violentatore abbia drogato il suo drink (dato che lei non ricorda i particolari e si è svegliata nuda, nel dormitorio). L'Ambasciatore americano richiede l'intervento del Fly Team, che dunque si dirige in Repubblica Ceca, dove la Polizia ha intanto persino arrestato Alison dopo che quest'ultima lancia contro gli agenti una bottiglia, frustrata per non essere creduta e perché essi ritengono fosse consenziente. La squadra apprende che la ragazza verrà accusata di aggressione e il suo caso sarà archiviato per mancanza di prove (il colpevole non ha lasciato né impronte né DNA, e le ha portato via i vestiti sempre per non lasciare tracce); inoltre, la sua posizione rischia di peggiorare dopo che lei rende pubbliche le identità dei due agenti locali sui social media, comportando l'aggiunta dell'accusa di molestie. Forrester è in grado di assicurarsi che quest'ultima cada, a condizione che Alison rimuova il post, e lei acconsente. Vo sfrutta la propria esperienza militare, maturata come volontaria nella Prevenzione e Risposta alla Violenza Sessuale, per comunicare con la giovane, raccontandole del "Denim Day" (giornata che si celebra l'ultimo mercoledì di aprile per protestare contro gli abusi sessuali e sensibilizzare l'opinione pubblica, nata dall'indignazione scoppiata nel 1998 quando la Corte di Cassazione italiana ha ribaltato la sentenza di un uomo condannato per stupro su una diciottenne con la motivazione che egli non avrebbe potuto compiere l'atto perché la vittima indossava un paio di jeans attillati, difficili da sfilare senza che lei stessa lo aiutasse (implicando il consenso). Le parlamentari italiane si unirono contro l'"alibi dei jeans" inscenando una protesta sui gradini della Corte indossando questo indumento, e da allora il "Denim Day" si è diffuso in tutto il mondo.) e restandole accanto durante gli accertamenti medici, che confermano lo stupro. La ragazza riesce a ricordare di aver bevuto un drink molto forte chiamato "Fire Starter", composto di vodka, gin e coca - cola. Al Quartier Generale, Amanda e gli analisti elaborano un profilo del violentatore basandosi sul suo modus operandi e individuano sei casi irrisolti di violenza sessuale nell'Unione Europea, avvenuti negli ultimi tre anni in cui l'assalitore era stato descritto come canadese. Le prove raccolte lo identificano in Maarten Van Hagen, un olandese incensurato di ventotto anni, che segue un corso di linguistica all'Università di Leida; è ricercato per diciotto casi analoghi in parecchi Paesi europei. Subito dopo l'aggressione ad Alison, Van Hagen ha acquistato un biglietto del treno per Bratislava, ed è lì che il Fly Team si sposta per lavorare con la Polizia slovacca. L'ideale sarebbe coglierlo in flagrante nell'atto di alterare il drink della ragazza che approccerà, così Vo va sotto copertura in uno dei nightclub più noti del Paese e attira l'attenzione del criminale: Smitty intanto perquisisce l'alloggio del ragazzo scovando i preservativi della stessa marca di quelli rinvenuti nel dormitorio di Alison e pillole di MDMA; alla festa, Van Hagen, tuttavia, cambia vittima all'ultimo momento, anche se comunque lo arrestano. La squadra e la Polizia slovacca lo interrogano con la scusa di un'indagine su un traffico di droga transnazionale per fargli ammettere di aver falsificato il passaporto e di aver vissuto nelle città degli stupri, e lui involontariamente confessa.
Nel frattempo, attorno ad Alison si crea una forte ondata di solidarietà contro la violenza sulle donne e contro la condotta superficiale delle forze dell'ordine, che molte volte colpevolizzano la vittima e non il carnefice. Nella scena finale dell'episodio, lei e Vo sono sul Ponte Carlo ad ammirare il tramonto sul Castello di Praga: Cameron le dice che è valsa la pena rendere pubbliche le identità dei due agenti.
- Guest star: Laura Baranik (detective Marta Novak), Ana Yi Puig (Alison Baker), Richard Crehan (Filip Yates), Charlie Hamblett (Maarten Van Hagen), Sarah Junillon (Claire Armbruster), Stefan Trout (Ernesto Saunders), Eric James Gravolin (Kyle Cartwright), Michael Golab (Jiri), Grace Ackary (Harper), Rob Locke (agente Josef Kadlec), Vlad Chiriac (agente Ivan Fischer), Borcsa Erdos (infermiera Klosova), Danny Szam (detective Adam Pavlik), Geri Vincze (Max).
- Ascolti USA: 5 080 000 telespettatori[11]
- Ascolti Italia: 838 000 telespettatori – share 5,10%[12]

## Andiamo!
- Titolo originale: Andiamo!
- Diretto da: Jonathan Brown
- Scritto da: Kyle Steinbach

### Trama
Il piccolo Henry Dawson, figlio della coppia americana Eli e Brianna Dawson, viene rapito da un bunker sotterraneo nel quale si era imbattuto casualmente giocando nel bosco che circonda la nuova casa in cui la famiglia si è appena trasferita, nel comune di San Gimignano in provincia di Siena, in Toscana, Italia. Il Fly Team raggiunge il luogo e viene accolto da un Ispettore di Polizia locale che li accompagna nel bunker mostrando loro una raffigurazione dell'Arcangelo Gabriele, il Santo Patrono del clan della 'ndrangheta dei "Sanguineta", l'organizzazione criminale più potente dell'Italia, dell'Europa e della Calabria: devono esserci loro dietro al rapimento e in quel rifugio, probabilmente, nascondevano qualcosa che è stato rubato. La squadra parla con i genitori, comprensibilmente disperati, i quali spiegano di essere arrivati nel Paese soltanto da una settimana e che non conoscono ancora nessuno; hanno utilizzato il denaro derivato dalla vendita della società del marito a Cincinnati per acquistare la proprietà. Il Fly Team conosce il Commissario Capo dell'Antimafia Mastroianni (proveniente da Roma), che intende assumere il comando appena si accerta che il mandante del rapimento è Don Marco Banchero, il boss del clan, sulla lista dei più ricercati dell'Europol, accusato di omicidio, traffico di droga e rapimento, nonché proprietario del bunker; Mastroianni e la sua unità, i "Cacciatori di Calabria" (una sezione speciale dell'Arma dei Carabinieri addetta alla lotta al crimine organizzato e alla cattura di latitanti), sono sulle tracce dei Sanguineta da trent'anni, avendo anche setacciato la Sicilia, dove il clan ha radici solide, e ora che finalmente hanno una vera pista, non vogliono che l'FBI interferisca, anche se comunque concedono loro di continuare a occuparsi di ritrovare il bambino. A Budapest, Amanda e gli analisti scoprono che all'interno del bunker c'era della cocaina, successivamente spostata, e un'enorme quantità di denaro: Henry potrebbe essere stato rapito perché è stato un testimone "involontario". I controlli sulle finanze di Eli Dawson rivelano inoltre che la famiglia ha molti debiti e che ha un legame diretto con il territorio dato che i nonni di Brianna emigrarono negli Stati Uniti proprio dalla Toscana: gli agenti iniziano a pensare che i Dawson potrebbero aver rubato il denaro della mafia dal bunker per "sistemare" la propria situazione economica, e dunque la mafia avrebbe preso il figlio per ritorsione. L'ipotesi si rivela infondata quando emerge che vi è stata una richiesta di riscatto di cinque milioni, che i genitori decidono di pagare pur di riavere Henry; la squadra è in grado di raccogliere la somma anche grazie ai possedimenti americani di Banchero, oltre al denaro del bunker che l'agente immobiliare che ha venduto la casa ai Dawson confessa di avere. Banchero afferma che il bambino si trova sul Ponte Vecchio, a Firenze, ma poi cambia l'accordo. Mastroianni allora decide di reagire attuando un piano audace e pericoloso, ovvero simulare un finto scambio facendo credere al boss che la Polizia abbia sequestrato suo nipote allo scopo di aumentare la pressione su di lui. Forrester è contrario, ma poi individuano un modo per sfruttare la strategia del Commissario a loro favore senza rapire veramente il nipote, soprattutto grazie ad Amanda, la quale mostra tutta la propria abilità nell'uso dell'intelligenza artificiale per riprodurre la voce del bambino. Banchero cade nell'inganno e libera Henry in Piazza Santa Croce, dove Raines si identifica; il piccolo può così riabbracciare i genitori. Due scagnozzi del boss vengono arrestati mentre quest'ultimo resta latitante. Prima di lasciare la Toscana, Mastroianni offre al Fly Team un raffinato pasto; tutti brindano e lodano il talento di Amanda.
Nella scena finale dell'episodio, Amanda si presenta alla porta dell'ex marito chiedendogli di lasciarla vedere la figlia Lily.
- Nota. Questo è il terzo episodio in totale ambientato in Italia, dopo l'ottavo della seconda stagione in cui la vicenda si svolgeva a Milano, e dopo il triplo crossover tra le tre serie del franchise (FBI, FBI: International e FBI: Most Wanted) collocato a metà sempre della seconda stagione e ambientato (e girato) a Roma. Per questo episodio, il cast e la troupe hanno girato in Toscana, tra la Val d'Orcia, la Val d'Elsa, Siena e Firenze, nei primi giorni di marzo 2024.
- Special guest star: Jeremy Sisto (vicecapo agente speciale Jubal Valentine), Luca Ward (Marco Banchero).
- Guest star: Quincy Dunn - Baker (Eli Dawson), Danielle Dallacco (Brianna Dawson), Kellan Tetlow (Henry Dawson), Anthony Brophy (Commissario Capo Mastroianni), Sylvia De Fanti (Donna Marino), Sarah Junillon (Claire Armbruster), Stefan Trout (Ernesto Saunders), Eric James Gravolin (Kyle Cartwright), Marius Bizau (ispettore Aldo Ferrara), Paolo Gasparini (Silvio Leone), Daniel Boyd (Laszlò), Margot Lane (Lili), Diana Mogollon (maestra Conti), Ruki Baunoch (Tommaso), Alessandro Cucca (poliziotto italiano).
- Ascolti USA: 5 420 000 telespettatori[13]
- Ascolti Italia: 946 000 telespettatori – share 6,10%[14]

## Rimuovere il compromesso
- Titolo originale: Remove the Compromise
- Diretto da: John Behring
- Scritto da: Edgar Castillo

### Trama
Il Vice Capo della sede dell'FBI di New York Jubal Valentine vola a Budapest per unirsi al Fly Team e alla CIA in una missione per smantellare il cartello della droga di Durango, guidato dallo spietato Antonio Vargas fino al suo arresto a New York tre anni prima; suo probabile successore è il nipote Byron Molina, violento quanto lui e più ambizioso. Tra i vari crimini di cui il cartello è colpevole vi è anche l'omicidio di Rina Trenholm, la vice direttrice al comando con la quale Jubal aveva una relazione sentimentale. L'Agente della CIA Charlotte Linzer chiede a Forrester di andare sotto copertura fingendosi un esperto d'armi per assistere il loro informatore Gabriel Fuentes, e Scott affida a Vo la supervisione della missione. Tuttavia, la squadra è sconvolta apprendendo che la CIA non intende lasciare che i membri del cartello vengano arrestati e perseguiti, bensì invece annientati da un drone americano che sgancerà un missile terra - aria altamente sofisticato, azione che il Fly Team disapprova. Mentre Molina conclude un accordo di vendita di armi illegali con un compratore austriaco, Forrester si rende conto che l'accompagnatrice civile dell'uomo, Blanca Rivas, sarà inclusa tra le vittime malgrado sia una cittadina statunitense, a meno che lui e Jubal non riescano ad allontanarla dal raggio d'azione dell'esplosione. Vo si scontra con Linzer (soprattutto perché quest'ultima pensa di classificare i cartelli della droga come organizzazioni terroristiche per giustificare l'utilizzo del missile), la quale resta irremovibile sul non intervenire fino a pochi istanti prima del lancio del missile. Si scopre che Blanca e Fuentes sono innamorati e hanno pianificato di inscenare la propria morte per scappare con il denaro della vendita ed evitare rappresaglie. Purtroppo egli muore dopo una colluttazione con Molina; quest'ultimo viene gravemente ferito, ma sopravvive.
Alla fine dell'episodio, Linzer spiega a Vo che ciò che è accaduto quel giorno è soltanto l'inizio della "nuova strategia" per mostrare al mondo la potenza degli Stati Uniti. Forrester raggiunge Jubal in un bar di Budapest: gli riferisce che i soldi e il fentanyl saranno mandati in patria come prove, che Molina resterà in terapia intensiva per una settimana e poi anch'egli trasferito per scontare la pena nello stesso carcere in cui è detenuto Vargas e che Blanca sarà la testimone chiave al processo. Jubal riconosce che non era motivato dal desiderio di giustizia per Rina, ma piuttosto di vendetta. Forrester lo conforta e propone un brindisi alla sua memoria.
- Special guest star: Jeremy Sisto (vicecapo agente speciale Jubal Valentine).
- Ascolti USA: 5 330 000 telespettatori[15]
- Ascolti Italia: 691 000 telespettatori – share 4,60%[16]

## La regola del Blackjack
- Titolo originale: Rules of Blackjack
- Diretto da: Yangzom Brauen
- Scritto da: Hussain Pirani

### Trama
Raines e Amanda vengono inviati al confine occidentale della Romania per estradare negli Stati Uniti il braccio destro dei "Chain Cutters", Tyler Selvidge, in cambio di informazioni sul suo gruppo, che sostiene di combattere il traffico di minori ma in realtà li rapisce pretendendo un riscatto in denaro per la loro restituzione. Tuttavia, quello che doveva essere un semplice "passaggio di consegne" con la Polizia rumena si trasforma in un "battesimo del fuoco" per Amanda nel momento in cui il posto di guardia viene attaccato in un'imboscata, lasciando tre guardie e Selvidge morti e un'altra guardia ferita. Isolati e senza rinforzi, i due dovranno ricorrere a tutte le loro risorse e capacità, facendo affidamento sull'addestramento e su l'un l'altra in una missione che si rivela piena di insidie (compresa una trappola esplosiva mimetizzata nel bosco). Poco dopo, si imbattono nel leader del gruppo, Sam Keaton, che era alla ricerca di Selvidge e fornisce il nome di Xavier Lee, uno dei membri: una rapida ricerca di Vo indica che quest'ultimo è stato respinto dall'Esercito per non aver superato la valutazione psicologica e che gli sono stati diagnosticati la schizofrenia paranoide e il disturbo bipolare; si è rivoltato contro Keaton e ha perso il controllo, infatti intende sacrificare una bambina, Dora Bogman (rapita da una piccola località della Romania), su un altare per esaudire un rituale fanatico - religioso. A seguito di una sparatoria con la mafia rumena, Raines lotta contro Lee nella chiesa di un villaggio, dove Dora è tenuta in ostaggio; mentre l'uomo è sul punto di far esplodere la bomba a lei legata, Amanda (precedentemente ferita) arriva alle sue spalle e lo uccide. Insieme alla Polizia rumena, i due Agenti del Fly Team riaccompagnano Dora (che ad Amanda ricorda molto la figlia Lily) dai genitori. Vo li informa che il Dipartimento di Giustizia si occuperà di accusare Keaton di parecchi reati tra i quali rapimento (anche se molti "Chain Cutters" hanno deciso di tradirlo).
Forrester chiama Raines ed Amanda e la loda per aver dimostrato il proprio coraggio e valore sul campo (per lei era la prima volta, anche riguardo al maneggiare un'arma), oltre a ringraziarla per aver salvato il collega, aggiungendo che nessuno dei due dimenticherà le sue azioni di quel giorno. Amanda raggiunge Raines nella chiesa locale (in cui sta per iniziare la messa): quest'ultimo le racconta di quando ha rischiato di perdere una gamba (a causa della distruzione del vecchio Quartier Generale nella première della stagione) e che, malgrado gli sforzi continui dei medici, aveva perso la speranza; poi fortunatamente tutto si è risolto; osserva che giorni come quelli fanno riflettere, che forse è sopravvissuto per un motivo, iniziando a prendere in considerazione l'esistenza di un "potere superiore". Amanda allora replica che entrambi sono dovrebbero essere.
- Guest star: Derek Phillips (Sam Keaton), Alex Morf (Xavier Lee), Sarah Junillon (Claire Armbruster), Stefan Trout (Ernesto Saunders), Eric James Gravolin (Kyle Cartwright), Kyle Jerichow (Tyler Selvidge), Matthew Chambers (ispettore Rosu), Phoebe Mulhall (Dora Bogdan), Regina Pitters (Silvia), Daria Fomenko (Alina), Danko Jordanov (Anton).
- Ascolti USA: 5 700 000 telespettatori[17]
- Ascolti Italia: 789 000 telespettatori – share 5,20%[18]

## Luci rosse
- Titolo originale: Red Light
- Diretto da: Michael Katleman
- Scritto da: Rachael Joyce

### Trama
L'agente americano della sicurezza marittima Ryan Karloski, originario del Massachusetts, viene trovato morto, asfissiato con un sacchetto di plastica avvolto attorno alla testa, nella sua stanza d'albergo dopo una notte di follie nel quartiere a luci rosse di Amsterdam (il più grande della città e uno dei più famosi d'Europa e del mondo, infatti in questo Stato la prostituzione è legale), nei Paesi Bassi, dove la nave sulla quale era imbarcato ha fatto una sosta. Il Fly Team collabora con la polizia olandese per identificare l'assassino, ma si ritrova in contrasto con gli amici di Karloski (che erano con lui la sera precedente e l'hanno trovato privo di vita) quando i due prendono in mano la situazione. Inizialmente ci si concentra su un ricatto (per via di un sms ricevuto dalla vittima) a scopo di estorsione, ma poi emerge che il luogo del crimine è una messa in scena e le prove riconducono ai due marinai e alla stessa nave; lo zio della vittima riferisce che il giovane aveva da lui cercato consulenza legale per aver assistito ad un traffico di esseri umani sull'imbarcazione e si scopre che uno dei due amici, Bernard Almaz (di madre francese e padre etiope, cresciuto in Indonesia), ha gestito alcuni dei clandestini e ucciso Karloski perché sapeva troppo. Con l'aiuto di un'altra vittima del traffico, la squadra arresta anche il capitano per aver guidato l'operazione.
Vo si confronta con la detective locale sulla loro comune condizione di immigrate: Cameron vietnamita di terza generazione, la poliziotta marocchina di prima.
Nel frattempo, Raines sostituisce Tate, impegnata in una battaglia legale con il suo ex fidanzato per l'affidamento della figlia, cosa che potrebbe mettere a repentaglio il suo rapporto con la bambina: riceve infatti una convocazione in tribunale in quanto l'uomo pretende, dopo sette anni, la custodia esclusiva di Lili (finora si erano accordati per quella condivisa), sostenendo che il nuovo incarico di Amanda nel Fly Team la pone in situazioni con maggiore probabilità di pericolo; inoltre, rifiuta di sponsorizzare ancora il suo visto e lei rischia di dover rientrare negli Stati Uniti (non è cittadina ungherese). Su consiglio dell'avvocato, lei decide di dimettersi, ma Raines (informato da Forrester) le consegna un passaporto speciale che la proteggerà da persecuzione giudiziaria. Lei piange di gioia e lo abbraccia. L'ex fidanzato decide di ritirare la richiesta di custodia esclusiva.
- Guest star: Lara Sawalha (detective Layla Amrani), Dawit de Koning (Bernard Almaz), Jesse Hutch (Shane Sutton), Philippe Brenninkmeyer (Capitano Pieter Veerman), Kyle Selig (Ryan Karloski), Sarah Junillon (Claire Armbruster), Stefan Trout (Ernesto Saunders), Eric James Gravolin (Kyle Cartwright), Daniel Boyd (Laszlo), Margot Lane (Lili), Nora Trokan (Kata Szabo), Dana Smit (Famke Hensen), Matt Slack (Owen Van Doorn), Jordy Meya (Moussa Camara), Nansi Nsue (Kadia Camara), John Flanders (Jim Briggs).
- Ascolti USA: 5 740 000 telespettatori[19]
- Ascolti Italia: 557 000 telespettatori – share 3,90%[20]

## L'informatore
- Titolo originale: Touts
- Diretto da: Attila Szalay
- Scritto da: Wade McIntyre

### Trama
Alec O' Brien, un ex informatore dell'IRA (Irish Republican Army, organizzazione militare clandestina sorta nel primo decennio del Novecento per liberare l'Irlanda dal dominio inglese, che ha condotto violenti attacchi e rappresaglie contro poliziotti inglesi) irlandese - americano, viene freddato in pieno giorno nel parcheggio di una scuola calcio di Londra della quale aveva appena assistito agli allenamenti insieme al figlio James (la famiglia era arrivata da una settimana proprio per visitare le accademie). Il caso riguarda Smitty molto da vicino, dato che è nata nella capitale britannica e qui risiedono tuttora i suoi genitori. Il Fly Team lavora con l'MI5 per individuare i responsabili, che sembrano aver preso di mira ex informatori della milizia. Smitty si presenta alla porta della madre Scarlett affinché contatti un ex leader della stessa, Niall Walsh, che ha avuto stretti legami con il passato politico turbolento della città, per poter proteggere gli altri obiettivi. Prima che lei e Raines siano in grado di parlare con uno di loro, egli viene trovato in fin di vita, anche se comunque catturano uno degli assassini. Si apprende che i due autori dell'omicidio sono stati radicalizzati dall'ex membro dell'IRA Patrick McEwan; mentre l'MI5 intende arrestare Walsh per i suoi legami, all'insaputa del fatto che l'uomo abbia aiutato Smitty. Lei si confida con Forrester.                                                                                                                                                                                                                    In un'operazione sotto copertura, l'agenzia li arresta entrambi, ma Walsh viene rilasciato dopo che la squadra conferma la sua collaborazione.
Osservando una foto di Niall e avendo notato incongruenze nelle informazioni da lui fornite, Smitty scava più a fondo e capisce improvvisamente una sconvolgente verità: lui è il suo padre biologico; la madre infatti ebbe una relazione con lui nel periodo in cui era infermiera a Belfast durante i "Troubles" (cioè "I disordini", il conflitto nordirlandese tra la comunità cattolica e nazionalista e quella protestante e unionista), ed era già fidanzata con il padre di Smitty. L'agente allora torna da Walsh e lo affronta, offrendosi di aiutarlo a trasferirsi a Budapest per creare un rapporto padre - figlia, ma lui rifiuta (avendo accettato da anni di averla lontana). Prima di rientrare, Smitty passa a salutare i genitori e lascia intuire alla madre di aver saputo la verità; sul punto probabilmente di dirla a colui che finora ha creduto suo padre, nota lo sguardo della madre e si trattiene, ringraziandolo semplicemente di esserci sempre per lei e promettendo di telefonare.
- Nota. Questo episodio segna l'ultima apparizione nella serie dell'attore Luke Kleintank (interprete del leader del Fly Team Scott Forrester), il quale ha dichiarato ad aprile 2024 di voler lasciare l'impegno all'interno dello show per dedicarsi alla famiglia (la serie è infatti girata a Budapest e in varie città europee; mentre la compagna dell'attore, che lo aveva seguito per le riprese della prima stagione nel 2021, è tornata negli Stati Uniti con il loro figlio). Dalla quarta stagione (in onda negli Stati Uniti a partire dal 15 ottobre 2024) sarà sostituito dall'attore Jesse Lee Soffer (noto per la serie Chicago P.D.) nel ruolo dell'Agente Speciale Wesley Mitchell.
- Guest star: Chris Reilly (William Stroud), Patrick Bergin (Niall Walsh), Pippa Haywood (Scarlett Garretson), Brady Hepner (James O' Brien), Conor Lambert (Padraig McEwan), Elena Shaddow (Kathryn O' Brien), Colin Mace (Terry Garretson), Sarah Junillon (Claire Armbruster), Stefan Trout (Ernesto Saunders), Eric James Gravolin (Kyle Cartwright), Marty Breen (Myra Boyle), Cian Barry (Sullivan Archer), Matt Sutton (Alec O' Brien), Kiran Landa (Ispettrice Margaret Mullins), Laszlo Solti (sacerdote Ian Crowley), Mario Vrbanec (Brennan O' Doherty).
- Ascolti USA: 4 940 000 telespettatori[21]
- Ascolti Italia: 662 000 telespettatori – share 4,00%[22]

## L'armata dell'oscurità
- Titolo originale: Gift
- Diretto da: Milena Govich
- Scritto da: Roxanne Paredes

### Trama
L'Agente dell'NSA Adam Grayson si presenta al quartier generale del Fly Team per riferire una massiccia sottrazione online di dati segretissimi avvenuta a seguito dell'omicidio del fondatore di una società informatica, Carl Lassen, a Copenaghen. La squadra collabora con il DDIS, il Servizio di Intelligence della Difesa Danese, e con Brian Lange, la liaison dell'NSA per il Bureau, allo scopo di identificare i responsabili del furto; il che li conduce al fidanzato della ragazza alla pari di Lassen, Brie Martindale. Appena prima che egli possa parlare con loro, viene travolto da un camion e muore. Si scopre che il giovane lavorava per l' "Armata dell'Oscurità", un famigerato gruppo di hacker. Le tracce digitali suggeriscono che un ex agente del DDIS abbia fatto trapelare le informazioni possedute da Lassen, ma l'uomo nega di averlo ucciso.
Amanda, Vo e Lange apprendono che tra i dati rubati c'è anche un documento di detenzione che riguarda la madre di Forrester, Angela Cassidy, che vi compare con l'alias di Vanessa Kincaid e sarebbe trattenuta in un penitenziario russo; i tre preferiscono non informare Raines e Smitty, anche se successivamente sono costretti a farlo quando si pensa che Forrester sia partito per cercare di liberarla. L'assassino di Lassen, Philip Baranza, afferma di conoscere la posizione dei due ma pretende in cambio l'immunità. Sebbene Amanda e gli analisti non siano in grado di decriptare il codice del documento prima che questo si autodistrugga, Grayson le passa di nascosto un bigliettino che li indirizza verso il Ministro degli Esteri norvegese e Oslo, dove il funzionario intende negoziare il rilascio di due giornalisti norvegesi tenuti prigionieri proprio in Russia.
- Guest star: Colin Donnell (Brian Lange), Steven Culp (Martin Russo), Ciara Riley Wilson (Brie Martindale), Alexander Forsyth (Agente dell'NSA Adam Grayson), Laura Bach (Susanne Meier), Axel Granberger (Philip Baranza), Jakob Cedergren (Agente Lorens Faber), Sarah Junillon (Claire Armbruster), Stefan Trout (Ernesto Saunders), Eric James Gravolin (Kyle Cartwright), Rory Wilmot (Edvard Lassen), Jax James (Mads Lassen), Lukas Loughran (Harald Bonnichsen), Sara Lewerth (Martine), Tomas Glaving (Carl Lassen), Regina Turoczi (Freya).
- Ascolti USA: 4 790 000 telespettatori [23]
- Ascolti Italia: 716 000 telespettatori – share 4,30%[24]

## Nome in codice: Tuxhorn
- Titolo originale: Tuxhorn
- Diretto da: Michael Katleman
- Scritto da: Matt Olmstead e Kyle Steinbach

### Trama
Si riprende la vicenda iniziata nell'episodio precedente: il Fly Team si sposta a Oslo, in Norvegia, per provare a convincere la Ministro degli Esteri del Paese ad includere Angela Cassidy / Vanessa Kincaid, la madre di Forrester (ancora irreperibile e in silenzio radio), nel piano di rilascio dei due giornalisti detenuti con l'accusa di spionaggio nel suo stesso buco nero in Russia. Il Vice Direttore dell'FBI avverte la squadra di esercitare cautela, poiché se la Norvegia scoprisse che dei federali americani stanno operando sul suo suolo senza autorizzazione, loro non avrebbero né la protezione né il sostegno del Bureau e verrebbero marchiati come "disertori". Il loro contatto con l'NSA Brian Lange incontra l'imprenditore russo - norvegese, invischiato in attività criminali, Bard Nikolai, che si sta adoperando per scambiare la giovane attivista russa Irina Safina per Cassidy. Intanto, nella prigione russa, una donna somigliante alla madre di Forrester viene torturata tramite elettrocuzione, per poi essere liberata dalla guardia Dmitri Volkov insieme ai due giornalisti: essi fuggono fino ad un piccolo aeroporto da cui riescono a rientrare ad Oslo.
La squadra mette al sicuro Irina e suo figlio e annulla l'accordo stretto con Nikolai dopo aver appreso che quest'ultimo sta cercando un dossier segreto posseduto da Cassidy e che lui è l'uomo che ha abusato della giovane. Amanda (che ha seguito gli altri nella missione) li rintraccia a Holmenkollen (una collina nella parte nord della capitale norvegese che ospita il più antico trampolino per il salto con gli sci), dove Volkov viene ucciso e il suo elicottero abbattuto. Sul posto giunge la Polizia norvegese che arresta tutti i componenti del Fly Team, ma Smitty offre di mostrare sia alla CIA sia alla Ministro il file di informazioni in cambio del loro rilascio.
Amanda identifica la donna salvata come Tess Chaplain, ex medico militare in Ucraina, catturata insieme a Cassidy e che ne ha assunto le credenziali su richiesta proprio di Forrester nel momento in cui questo è penetrato all'interno della prigione per liberare la madre. Inoltre, sempre Amanda scopre che la fuga di Scott e Angela li ha condotti nei pressi dello Stretto di Bering, a poca distanza dall'Alaska; dovrebbero informare il Vice Direttore (dato che Forrester ha messo a rischio la propria carriera) perciò Vo chiede a Lange di decidere: dopo averci riflettuto, lui ordina ad Amanda di cancellare le tracce digitali affinché non si possa risalire al risultato delle loro ricerche, e Vo lo ringrazia.
Tornati a Budapest, gli agenti si riuniscono su una terrazza e pensano al loro leader (sapendo quanto per lui fosse importante ricongiungersi alla madre), facendo un brindisi in suo onore; il gruppo accoglie con gioia anche Tank, il cane nero di razza Schnauzer gigante che è la loro "mascotte".
- Ascolti USA: 4 520 000 telespettatori[25]
- Ascolti Italia: 635 000 telespettatori – share 3,50%[26]